# Partido Humanista (Portugal)
O Partido Humanista (PH) foi um partido político português que nunca teve representação parlamentar.
Em 2009, concorreu às eleições legislativas coligado com o MPT, formando a FEH - Frente Ecologia e Humanismo. Em 2011, posicionou-se em último lugar, entre os 17 partidos concorrentes, tendo obtido 3 590 votos a nível nacional, correspondentes a 0,06%, havendo a atenuante de ter participado apenas em seis círculos eleitorais, mais os dos emigrantes. Pertencia à Internacional Humanista.
A 20 de maio de 2015, o Tribunal Constitucional procedeu à dissolução do PH e ao cancelamento do seu registo, isto após um congresso do partido realizado a 30 de dezembro de 2014, no qual se deliberou extinguir o PH e convertê-lo em «associação política e cívica de intervenção social».

## Resultados Eleitorais

### Eleições legislativas
| Data | Líder              | Votos  | %          | +/- | Deputados | +/-     | Status            |
| ---- | ------------------ | ------ | ---------- | --- | --------- | ------- | ----------------- |
| 1999 | Luís Filipe Guerra | 7 346  | 0,1 (10.º) |     | 0 / 230   |         | Extra-parlamentar |
| 2002 |                    | 11 472 | 0,2 (9.º)  | 0,1 | 0 / 230   | Estável | Extra-parlamentar |
| 2005 |                    | 17 056 | 0,3 (8.º)  | 0,1 | 0 / 230   | Estável | Extra-parlamentar |
| 2009 | Luís Filipe Guerra | N/D    | N/D        |     | 0 / 230   | Estável | Extra-parlamentar |
| 2011 | Manuela Magno      | 3 590  | 0,1 (17.º) | -   | 0 / 230   | -       | Extra-parlamentar |

### Eleições europeias
| Data | Votos  | %          | +/- | Deputados | +/-     |
| ---- | ------ | ---------- | --- | --------- | ------- |
| 2004 | 13 272 | 0,4 (10.º) |     | 0 / 24    |         |
| 2009 | 17 139 | 0,5 (10.º) | 0,1 | 0 / 22    | Estável |

### Eleições autárquicas
| Data | Votos | %          | +/-     | Presidentes CM | +/-     | Vereadores | +/-     |
| ---- | ----- | ---------- | ------- | -------------- | ------- | ---------- | ------- |
| 2001 | 3 019 | 0,1 (15.º) |         | 0 / 308        |         | 0 / 2 044  |         |
| 2005 | 5 103 | 0,1 (9.º)  | Estável | 0 / 308        | Estável | 0 / 2 046  | Estável |